# Eriophyllum pringlei
Eriophyllum pringlei es una planta de la familia de las asteráceas.

## Caracteres
Es una planta anual que se extiende solo unos centímetros. Todo en ella es diminuto, incluso el vilano es pequeño (1mm).

## Hábitat
Vive en zonas arenosas y matorrales en alturas que van desde los 300 hasta los 2,200 m s. n. m. También en el chaparral californiano.

## Distribución
Desiertos del suroeste de los EE. UU. y norte de México.

## Taxonomía
Eriophyllum pringlei fue descrito por Asa Gray y publicado en Proceedings of the American Academy of Arts and Sciences 19: 25. 1884[1883].
Etimología
Eriophyllum: nombre genérico que deriva de las palabras griegas: "erion" = "lana" y "phyllum" = "hoja", en referencia a las lanas canosas enmarañadas que cubren la planta cuando es joven.
pringlei: epíteto otorgado en honor del botánico de Vermont, Cyrus G. Pringle (1838-1911), que hizo docenas  de viajes para recolectar plantas a los desiertos del suroeste de los EE. UU., incluyendo México, buscando especímenes para Asa Gray para su obra Synoptical Flora of North America.
Sinonimia
- Actinolepis pringlei (A.Gray) Greene[3]